# Будки-Сновидовичские
Будки-Сновидовичские (укр. Будки-Сновидовицькі) — село, входит в Сновидовичский сельский совет Рокитновского района Ровненской области Украины.
Население по переписи 2001 года составляло 275 человек. Почтовый индекс — 34250. Телефонный код — 3635. Код КОАТУУ — 5625086202.

## Местный совет
34200, Ровненская обл., Рокитновский р-н, с. Сновидовичи, ул. Гагарина, 2.